# 芒奇鎮區 (明尼蘇達州派恩縣)
芒奇鎮區（英語：Munch Township）是位於美國明尼蘇達州派恩縣的一個行政鎮區。

## 地方資料
芒奇鎮區的面積為93.33平方千米，當中陸地面積為92.11平方千米，而水域面積為1.21平方千米。根據2020年美國人口普查的數據，當地共有人口368人，而人口密度為每平方千米3.94人。